# Kay Thompson
Kay Thompson (* 9. November 1909 in St. Louis, Missouri als Catherine Louise Fink; † 2. Juli 1998 in New York City) war eine US-amerikanische Sängerin, Arrangeurin, Komponistin, Schauspielerin und Schriftstellerin.

## Leben und Wirken

### Karriere als Musikerin, Arrangeurin und Schauspielerin
Als zweites von vier Kindern des aus Österreich eingewanderten Leo George Fink und seiner aus Kansas stammenden US-amerikanischen Frau Harriet Adelaide "Hattie" (geb. Tetrick) wuchs Catherine Fink in St. Louis auf, wo ihr Vater ein Juweliergeschäft unterhielt. Bereits im Alter von vier Jahren bekam sie Klavierunterricht; mit 16 Jahren debütierte sie als Pianistin bei einem Konzert der Symphoniker ihrer Heimatstadt mit Interpretationen der Werke von Franz Liszt und hatte ihre ersten Auftritte als Sängerin mit einer örtlichen Tanzkapelle.
1929 ging sie nach Kalifornien, wo sie unter dem Künstlernamen Kay Thompson bald Beschäftigung beim Radio fand und als Sängerin zunächst mit dem Orchester Tom Coakley, dann auch mit den Mills Brothers auftrat. Anfang der 1930er Jahre wurde sie dann für das Vokalensemble „Waring's Pennsylvanians“ von Fred Waring außer als Sängerin auch als Arrangeurin und Komponistin tätig.
1935 spielte sie bei Brunswick Records ihre ersten eigenen Schallplattenaufnahmen ein und arbeitete im Studio auch mit dem Orchester von André Kostelanetz zusammen. Mit ihrem ersten eigenen Ensemble, dem Kay Thompson Swing Choir, war sie fortan regelmäßig im Radio zu hören, unter anderem im Saturday Night Swing Club bei CBS, wo sie zeitweise mit Kay Thompson & Company auch eine eigene Radioshow präsentierte. 1937 hatte sie einen Gastauftritt in dem Hollywood-Musical Manhattan Merry-Go-Round. Im selben Jahr heiratete sie den Trompeter Jack Jenney; die Ehe wurde 1939 kinderlos geschieden.
Auf Vermittlung des Komponisten Hugh Martin holte Filmproduzent Arthur Freed Kay Thompson 1943 nach Hollywood, wo sie als Arrangeurin bis 1947 den Soundtrack zahlreicher Musical-Verfilmungen bei MGM prägte und Gesangsnummern für Stars wie Lena Horne, Judy Garland, June Allyson und Frank Sinatra konzipierte; in The Kid from Brooklyn (1946) spielte sie auch selbst mit.
Für kurze Zeit war sie in diesen Jahren mit dem Radioproduzenten William Spier (1906–1973) verheiratet. 1946 wurde sie Patentante Liza Minnellis, der gemeinsamen Tochter von Judy Garland und Vincente Minnelli.
1948 verließ Kay Thompson MGM und baute zusammen mit dem Choreographen Robert Alton eine eigene Bühnenshow auf, mit der sie bis in die späten 1950er Jahre hinein regelmäßig auf kleineren Musik- und Kabarettbühnen quer durch die USA gastierte; zum Ensemble gehörten zeitweise die Williams Brothers um Andy Williams, die sie bei den Dreharbeiten zu The Harvey Girls (1946) kennengelernt hatte. Ihr von Jazz und Musical geprägtes Programm, zu dem ebenso einige selbstgeschriebene Lieder zählten, war vielfach auch im Radio zu hören; daneben trat sie in einer Reihe populärer Fernsehshows auf.
1957 war Thompson in der Rolle der Modejournalistin „Maggie Prescott“ in dem Musicalfilm Ein süßer Fratz (Funny Face) mit Audrey Hepburn und Fred Astaire zu sehen, für den sie auch die Musikarrangements beisteuerte. 1962 arbeitete sie als Beraterin an der Gesangschoreographie für die Judy Garland Show mit Frank Sinatra und Dean Martin mit.
Ihren letzten Filmauftritt hatte Kay Thompson 1970 an der Seite ihrer Patentochter Liza Minnelli in Otto Premingers Streifen Tell Me That You Love Me, Junie Moon.

### Karriere als Schriftstellerin
In den 1950er Jahren erfand Thompson die literarische Gestalt des aufgeweckten sechsjährigen Mädchens „Eloise“, das zusammen mit ihrem Kindermädchen, ihrem Mops „Weenie“ und ihrer Schildkröte „Skipperdee“ im New Yorker Plaza-Hotel wohnt (wo Thompson selbst bis Anfang der 1960er Jahre zuhause war) und dort zahlreiche Abenteuer erlebt. 1955 veröffentlichte sie zusammen mit dem Illustrator Hilary Knight (geb. 1926) unter dem Titel Eloise. A Book for Precocious Grown-Ups (Eloise. Ein Buch für Jung und Alt) ein erstes Kinderbuch mit Geschichten um Eloise, das mit einer Erstauflage von 150.000 Exemplaren rasch zum Bestseller wurde. Im Rahmen der Fernsehspielserie Playhouse 90 wurde das Buch unter der Regie von John Frankenheimer auch verfilmt; Thompson selbst wirkte in dem Film als Erzählerin mit.
1957 folgte der Band Eloise in Paris, der im Pariser Hotel „Relais Bisson“ angesiedelt ist und für den Thompson und Knight selbst einen knappen Monat dort verbrachten. Auch der wiederum in New York spielende dritte Band Eloise at Christmastime (Weihnachten mit Eloise) wurde ähnlich erfolgreich. Im Februar 1959 reiste sie zusammen mit Knight nach Moskau, wo das noch im selben Jahr veröffentlichte Buch Eloise in Moscow entstand. Ihr Besuch in Moskau inspirierte Thompson ferner zu ihrem ebenfalls 1959 erschienenen Album Kay Thompson Party: Let's Talk about Russia.
Im Plaza-Hotel veranstaltete Thompson Ende der 1950er Jahre regelmäßig Feste für Kinder, bei denen sie selbst in die Rolle der Eloise schlüpfte. Über ihre eigene Firma „Eloise Ltd.“ vertrieb sie zudem bis Mitte der 1960er Jahre zahlreiche Merchandising-Artikel wie Puppen, Kindermode und Hörspiel-Schallplatten.
Die „Eloise“-Bücher sind bis heute populär und wurden in verschiedene Sprachen übersetzt, teilweise auch ins Deutsche. Vier Jahre nach Thompsons Tod erschien 2002 ein fünfter Band Eloise Takes a Bawth, den sie 1964 fertiggestellt, dann aber zurückgezogen hatte. Seither wird die Reihe von anderen Autoren fortgesetzt.
2003 entstanden die Fernsehfilme Eloise at The Plaza und Eloise at Christmastime mit Sofia Vassilieva als „Eloise“ und Julie Andrews als „Nanny“.

### Letzte Jahre und Tod
In den frühen 1960er Jahren übersiedelte Thompson aus dem New Yorker Plaza-Hotel in den Palazzo Torlonia in Rom. Nach ihrem letzten Filmauftritt 1970 zog sie sich aus dem Showbusiness zurück, arbeitete in den 1970er Jahren aber noch als Choreographin für Modenschauen des US-amerikanischen Designers Halston.
Ende der 1980er Jahre zog sie dann in das New Yorker Appartement ihrer Patentochter Liza Minnelli, mit der sie zeitlebens eine innige Freundschaft verband. Dort starb Thompson, zuletzt auf einen Rollstuhl angewiesen, am 2. Juli 1998 wenige Monate vor ihrem 90. Geburtstag.
Als musikalische Hommage an ihre Patentante entwickelte Liza Minnelli 2008 für ihre Konzertauftritte einen Showblock mit Liedern von Kay Thompson, der sich eng an Thompsons Bühnenshow der 1950er und 1960er Jahre anlehnt und den Minnelli im Dezember 2008 auch in ihre Broadway-Show Liza's at The Palace...! integrierte.

## Filmografie
Filme als Darstellerin und zugleich Vokal-Arrangeurin
- 1937: Manhattan Merry-Go-Round (Regie: Charles Reisner)
- 1946: The Kid from Brooklyn (Regie: Norman Z. McLeod)
- 1946: Bis die Wolken vorüberzieh’n (Till the Clouds Roll By)
- 1952: Lady Possessed
- 1957: Ein süßer Fratz (Funny Face) (Regie: Stanley Donen)
- 1970: Tell Me That You Love Me, Junie Moon (Regie: Otto Preminger)

Filme als Vokal-Arrangeurin
- 1943: I Dood It (Regie: Vincente Minnelli)
- 1944: Broadway Rhythm (Regie: Roy del Ruth)
- 1944: Two Girls and a Sailor (Regie: Richard Thorpe)
- 1944: Meet The People (Regie: Charles Reisner)
- 1945: Weekend im Waldorf (Week-End at the Waldorf) (Regie: Robert Z. Leonard)
- 1946: The Harvey Girls (Regie: George Sidney)
- 1946: Ziegfeld Follies (Mehrere Regisseure und All-Star-Besetzung)
- 1946: No Leave, No Love (Regie: Charles Martin)
- 1946: Till the Clouds Roll By (Regie: Richard Whorf, Vincente Minnelli und George Sidney; All-Star-Besetzung)
- 1947: Good News (Regie: Charles Walters)

Fernsehauftritte (Auswahl)
- 1950: The Ed Sullivan Show
- 1950: The Frank Sinatra Show
- 1954–1955: The Milton Berle Show (3 Folgen)
- 1956: Playhouse 90: Eloise
- 1957: The Perry Como Show
- 1957: The Ed Sullivan Show
- 1958: The Dinah Shore Show
- 1958: The Patrice Munsel Show
- 1958: The Perry Como Show
- 1959: The Jack Paar Tonight Show
- 1960: The Perry Como Show
- 1961: Heute Abend Dick Powell: Julie Greer kann nichts mehr sagen
- 1961: The Garry Moore Show
- 1969: The Hollywood Palace
- 1969: The Mike Douglas Show

## Diskografie
Originalsingles
- 1935: You Hit The Spot / You Let Me Down (Brunswick)
- 1935: Don't Mention Love To Me / Out Of Sight, Out Of Mind (Brunswick)
- 1944: Coquette (mit Johnny Green, Decca)
- 1947: Back Home Again in Indiana / Jubilee (mit den Williams Brothers) (Columbia)

Originalalben
- 1952: Kay Thompson
- 1959: Kay Thompson Party: Let's Talk About Russia

Zusammenstellungen auf CD
- 1999: The Golden Years 1934–1954 (Box Office) (enthält u. a. ihr Studioalbum von 1952)
- 2003: The Queen of Swing Vocals and Her Rhythm Singers 1933–1937 (Baldwin Street Music)

## Eigene Kompositionen
- Au Revoir, Paris
- Bazazz
- Bout You 'n' Me
- Charades
- Dasvidanya
- Eloise
- Follow Me
- Hola Hola, It's the Jubilee
- Holiday Season
- How To Raise a Child
- I Love a Violin
- I'm In Love with Paris
- Isn't It Wonderful
- Katie's Blues
- Love on a Greyhound Bus
- More Wonderful Than These
- Morning Song
- Moscow Cha-Cha-Cha
- Myrtle
- Old-Fashioned Hammock
- On a Summer Evening
- On the Caribbean
- Poor Suzette
- Promise Me Love
- Quel Joi
- Stop Teasing Me
- Straight From My Heart
- Subito
- Summer Love
- This Is The Time
- This Reminds Me of London
- Three A.M. at The Plaza
- Vive l'Amour
- You Gotta Love Somebody

## Kinderbücher
- Kay THOMPSON (mit Illustrationen von Hilary KNIGHT): Eloise. A Book for Precocious Grown-Ups. New York City: Simon & Schuster, 1955. (Erste deutsche Ausgabe: Eloise. Ein Buch für Jung und Alt, übersetzt von Ursula Renate. München/Wien/Basel: Desch, 1959. [Keine ISBN]; zweite deutsche Ausgabe: Eloise. Ein Buch für frühreife Erwachsene, übersetzt von Joachim Kalka. Berlin: Berlin Verlag, 2000. ISBN 3-8270-0362-8.)
- Kay THOMPSON (mit Illustrationen von Hilary KNIGHT): Eloise in Paris. New York City: Simon & Schuster, 1957. (Deutsche Ausgabe: Eloise in Paris, übersetzt von Elisabeth Åkerhielm. Berlin: Berlin-Verlag, 2001. ISBN 3-8270-0426-8.)
- Kay THOMPSON (mit Illustrationen von Hilary KNIGHT): Eloise at Christmastime. New York City: Simon & Schuster, 1958. (Deutsche Ausgabe: Weihnachten mit Eloise, übersetzt von Elisabeth Åkerhielm. Berlin: Berlin-Verlag, 2000. ISBN 3-8270-0382-2.)
- Kay THOMPSON (mit Illustrationen von Hilary KNIGHT): Eloise in Moscow. New York City: Simon & Schuster, 1959.
- Kay THOMPSON (mit Illustrationen von Hilary KNIGHT): Eloise Takes a Bawth. [posthum, Manuskript 1964]. New York City: Simon & Schuster, 2002.

Verfilmungen
- 1956: Playhouse 90: Eloise (Regie: John Frankenheimer; mit Kay Thompson, Evelyn Rudie, Ethel Barrymore und Louis Jordan)
- 2003: Eloise im Plaza-Hotel (Eloise at The Plaza) (mit Julie Andrews und Sofia Vassilieva)
- 2003: Eloise – Weihnachten im Plaza-Hotel (Eloise at Christmastime) (mit Julie Andrews und Sofia Vassilieva)